# 스티브 페리먼
스티브 페리먼(1951년 12월 21일 ~ )는 잉글랜드의 은퇴한 축구 선수이다.

## 국가대표 경력
그는 1982년 잉글랜드대표팀에 데뷔했다.

## 통계
| 잉글랜드 | 잉글랜드 | 잉글랜드 |
| 연도     | 출전     | 골       |
| -------- | -------- | -------- |
| 1982     | 1        | 0        |
| 합계     | 1        | 0        |